# El Fogón (revista)
El Fogón fue una revista uruguaya de poesía gauchesca fundada por Alcides de María y Orosmán Moratorio. Su primer número salió en septiembre de 1895 y su último número en 1913 con varias etapas que fue interrumpida.

## Historia
La revista incluía artículos sobre poesía y literatura gauchesca buscando recuperar la identidad nacional y en especial las costumbres de los gauchos.
Sus fundadores utilizaban seudónimos para publicar sus artículos, Alcides de María era Calisto el ñato y Orosmán Moratorio era Julián Perujo.
Uno de los colaboradores más prestigiosos de la revista fue José Alonso y Trelles más conocido por su seudónimo como El Viejo Pancho.
Muchos de los intelectuales de la época en Uruguay publicaron en la revista, casi todos utilizando seudónimos entre ellos se destacaron Elías Regules, Antonio Lussich y Javier de Viana.
Fue publicada en varias etapas durante las cuales se sucedieron diferentes directores aunque en casi todas las etapas se mantuvo Alcides de María al frente. La primera etapa fue desde 1895 a 1896, la segunda desde 1898 a 1910 y la tercera desde finales de 1910 hasta su cierre en 1913.